# Piercea
Piercea is een geslacht van vlinders van de familie bladrollers (Tortricidae).

## Soorten
- P. amasiana (Ragonot, 1894)
- P. attenuata (Razowski, 1984)
- P. datetis (Diakonoff, 1984)
- P. definita (Meyrick, 1928)
- P. dysodona (Caradja, 1916)
- P. luridana Gregson, 1870
- P. mellita (Meyrick, 1916)
- P. mesotypa (Razowski, 1970)
- P. minimana (Caradja, 1916)
- P. permixtana (Schiffermüller & Denis, 1775)
- P. pista (Diakonoff, 1984)
- P. rubricana (Peyerimhoff, 1877)
- P. sphaenophora (Diakonoff, 1941)
- P. vectisana (Westwood, 1844)